# Cambridge University Library
La Cambridge University Library è la biblioteca di ricerca principale dell'Università di Cambridge in Inghilterra. È, inoltre, la più grande delle 114 biblioteche dell'università. La University Library è un'importante risorsa accademica non solo per i membri dell'Università di Cambridge, ma anche per i ricercatori esterni. Viene semplicemente chiamata UL dagli studenti dell'università. Ventuno biblioteche affiliate sono associate alla University Library per quanto concerne la loro amministrazione.
La Cambridge University Library è uno dei sei depositi legali del Regno Unito e contiene, includendo mappe e spartiti musicali, approssimativamente 8 milioni di documenti. Grazie a varie donazioni e alle numerose acquisizioni in quanto deposito legale, la biblioteca riceve intorno ai 100.000 volumi all'anno. A differenza degli altri depositi legali del Regno Unito, la biblioteca universitaria di Cambridge mantiene grandi quantità del proprio materiale a completa disposizione dei lettori e permette a certe categorie di utenti di prendere in prestito i libri che vi sono conservati.
Inizialmente la biblioteca universitaria si trovava nei pressi della celebre Senate House; l'edificio che la ospitava era noto con l'appellativo di "Old Schools". Negli anni '30 il numero di volumi, in continuo aumento, ha reso necessaria la costruzione di un nuovo edificio. Esso è locato a ovest rispetto al centro di Cambridge, dove una volta sorgeva un ospedale militare. Al giorno d'oggi si trova tra il Robinson College e il Memorial Court del Clare College. L'edificio è stato progettato da Giles Gilbert Scott ed è stato aperto al pubblico nel 1934. L'attuale bibliotecaria, Dr. Jessica Gardner, è la seconda donna a rivestire tale carica.

## Storia

### La biblioteca originale
Nel XIV secolo l'Università di Cambridge disponeva già di una quantità non trascurabile libri. Essi venivano tenuti, insieme ad altri oggetti di valore, in delle casse: non vi era ancora nessun edificio appositamente adibito alla loro conservazione.
Fu solo all'inizio del XV secolo che si era iniziato a parlare di una "biblioteca". Infatti, nel marzo del 1416, un certo William Loring donò tre libri alla biblioteca ("Item volo quod omnes libri mei juris civilis remaneant in communi libraria scolarium universitatis Cantebrigg' in perpetuum"). Negli anni '20 del XV secolo la biblioteca venne trasferita nel sito oggigiorno noto come "Old Schools".
Il catalogo più antico risale al 1424, quando nella biblioteca si trovavano 122 volumi. Il secondo catalogo che è giunto fino ai giorni nostri è dell'anno 1473; vi sono elencati 330 volumi. Dal XVI secolo in poi la biblioteca iniziò a ricevere numerosi libri per mezzo di donazioni. Una volta diventata un deposito legale, la quantità dei volumi iniziò ad aumentare considerevolmente.
Lo spazio a disposizione venne esteso grazie alla costruzione del Cockerell Building sulla Trinity Lane tra il 1837 e il 1842.

### La nuova biblioteca

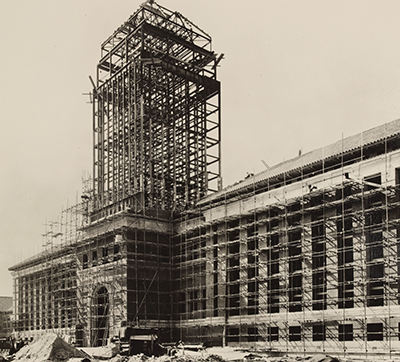
Costruzione dell'edificio principale della UL negli anni '30

Su suggerimento del bibliotecario A. F. Schofield (1923–1949), negli anni '30 iniziarono i lavori di costruzione di un edificio adibito alla conservazione dei libri che fosse più grande rispetto a quello medioevale. Il sito su cui sarebbe sorta la nuova biblioteca comprendeva 8 acri (3,2 ettari) di campi da cricket appartenenti al King's e al Clare College. Durante la prima guerra mondiale quello spazio era stato utilizzato dall'ufficio della guerra per la creazione del "primo ospedale generale orientale", una struttura in cui il corpo sanitario dell'esercito reale avrebbe potuto curare i feriti di guerra. L'ospedale ebbe un massimo di 1.700 letti e, tra il 1914 e il 1919, vennero curati intorno ai 70.000 feriti.
La nuova struttura bibliotecaria fu progettata, insieme al Clare Memorial Court del Clare College, dall'architetto Giles Gilbert Scott. I lavori iniziarono nel 1931 e terminarono nel 1934. L'edificio è riconosciuto come un listed building di grade II. All'interno vi sono diversi scaffali risalenti al XVII e al XVIII secolo, compresi quelli realizzati dall'architetto cantabrigiano James Essex per la vecchia biblioteca negli anni 1731–34. La realizzazione della nuova struttura fu resa possibile grazie al contributo dei vari college e di diversi donatori privati. Il filantropo americano J. D. Rockefeller fornì la maggior parte dei fondi per la costruzione della nuova biblioteca. Resosi conto che vi era bisogno di un ingresso più imponente, Rockefeller chiese all'architetto di aggiungere una torre al progetto originale. Al giorno d'oggi essa è uno degli elementi distintivi della biblioteca e può essere vista anche a diversi chilometri di distanza.
Dal punto di vista architettonico la biblioteca è assai vicina allo stile industriale che caratterizza le creazioni di Scott, come la Bankside Power Station di Londra (che ospita, oggigiorno, il museo Tate Modern). Con i suoi 48 m di altezza, la torre della University Library è 1,8 m più bassa di quella della cappella del St John's College e 3 m più alta delle guglie di quella del King's College. Presumibilmente, in occasione dell'inaugurazione della biblioteca, Neville Chamberlain la definì una "magnifica erezione". Tuttavia, al contrario di quanto si creda, la torre non è adibita alla conservazione di materiale pornografico.
La biblioteca è stata ampliata più volte attraverso edifici supplementari costruiti in epoca più tarda ed estensioni sotterranee che hanno permesso una conservazione più sicura dei documenti di deposito legale. I libri cinesi e giapponesi si trovano nel padiglione Aoi, donato dal presidente della compagnia Marui e aperto al pubblico nel 1998.
Appartengono alla University Library anche i 100 km di scaffali in un grande magazzino a Ely, in cui verranno messi libri e periodici acquisiti dalla biblioteca in quanto deposito legale inglese. I lavori per questa struttura fuori sede sono terminati nel 2018 e sono costati in totale 17.1 milioni di sterline. La Cambridge University Library dispone così di uno degli edifici di stoccaggio più grandi al mondo.

## Deposito legale
La Cambridge University Library, insieme alla British Library di Londra, la National Library of Scotland, la National Library of Wales, la Biblioteca Bodleiana di Oxford e quella del Trinity College di Dublino, è uno dei sei depositi legali in Inghilterra. Anche se lo stato libero d'Irlanda ha lasciato il Regno Unito nel 1922, la Trinity College Library di Dublino rimane comunque predisposta al deposito legale, e le altre cinque biblioteche mantengono i diritti di deposito per quanto riguarda le pubblicazioni irlandesi. In quanto deposito legale, la biblioteca dell'università di Cambridge ha diritto a una copia di tutti i libri, riviste, mappe e spartiti musicali pubblicati nel Regno Unito o in Irlanda. Questo ha contribuito ad arricchire la collezione di documenti presenti all'interno della biblioteca, che ammonta a più di 7 milioni di libri e 1,5 milioni di periodici. Ogni settimana la University Library acquisisce, solo attraverso il deposito legale, dagli 800 ai 1.200 libri.
A partire dal 6 aprile 2013 il deposito legale comprende anche il materiale pubblicato online, in modo tale che le sei biblioteche possano disporre di un catalogo che includa anche le pubblicazioni non stampate come, per esempio, i siti web, i blog e gli e-journal. Il progetto di digitalizzazione dei documenti intrapreso dalla Cambridge University Library comprende anche la scansione dei manoscritti e dei libri antichi acquisiti dall'università.

## Accesso

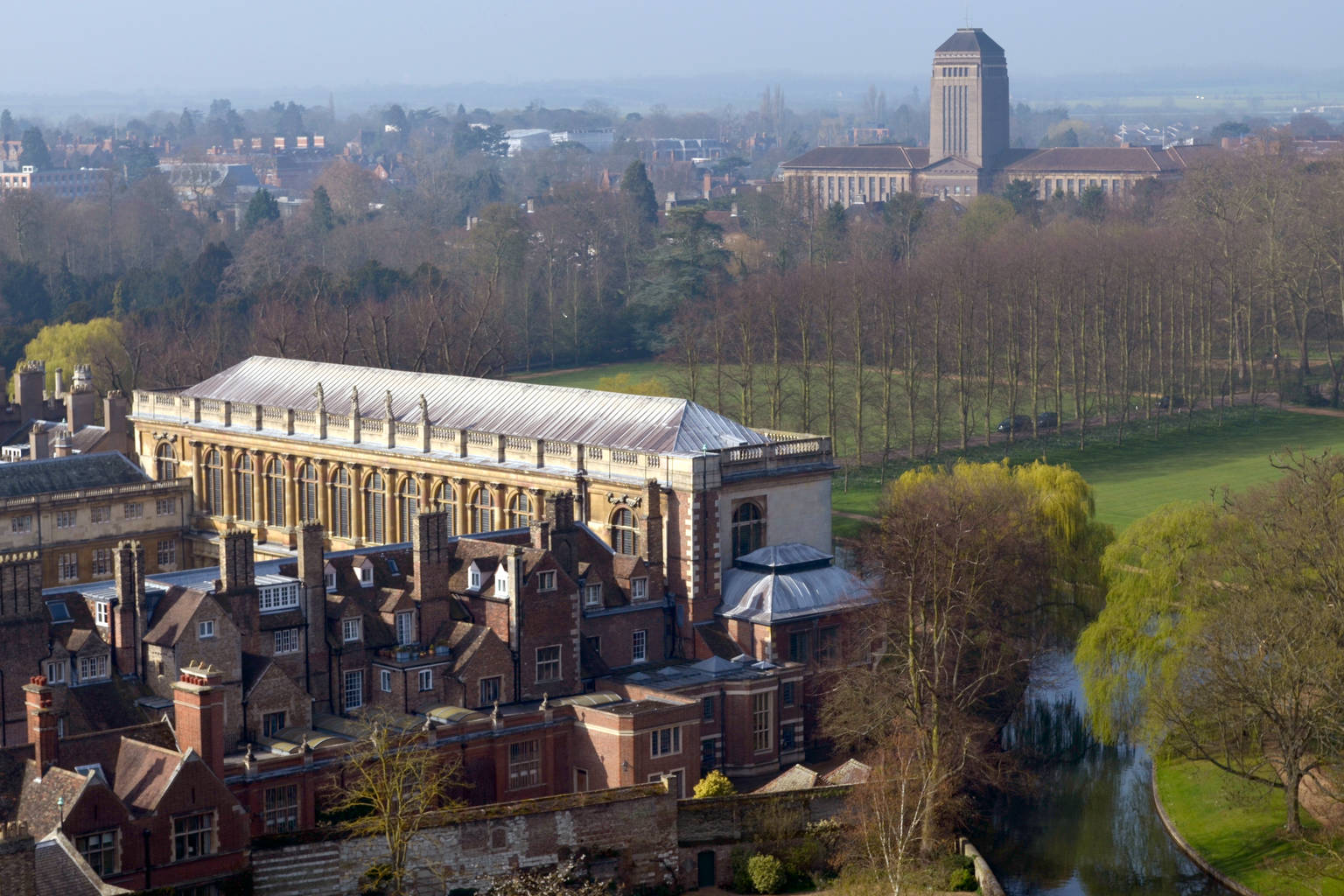
Vista panoramica di due celebri biblioteche cantabrigiane: la Wren Library del Trinity College e la Cambridge University Library

La biblioteca è aperta a tutti i membri dell'università. Com'è usanza in Inghilterra, ai laureati e agli accademici di altre università inglesi è permesso consultare i volumi della biblioteca, senza però poterli prendere i prestito. Anche i membri del pubblico, qualora le loro ricerche necessitino dei libri conservati nella UL, possono accedervi per una consultazione in situ. Gli studenti appartenenti ad altre istituzioni, prima di poter utilizzare la struttura bibliotecaria, devono compilare un modulo.
A differenza degli altri depositi legali del Regno Unito, la biblioteca universitaria di Cambridge mantiene grandi quantità del proprio materiale a completa disposizione dei lettori e permette a certe categorie di utenti di prendere in prestito i libri che vi sono conservati. Essa dispone anche di una sala del tè, dove è possibile ordinare pasti completi, merende e bevande. La Cambridge University Library, inoltre, allestisce regolarmente delle mostre completamente gratuite, in cui vengono esposti i documenti in essa conservati.

## Janus
Nel 2002 la biblioteca varò un'iniziativa chiamata Janus (dal nome della divinità romana Giano), che aveva l'obiettivo di fornire un unico punto di accesso in rete ai cataloghi di archivi e di raccolte di manoscritti presenti in tutta Cambridge. Il progetto fu rivoluzionario per l'Università di Cambridge, in cui si trovano più di 100 biblioteche e istituti di ricerca, ognuna con una propria struttura organizzativa. Un numero crescente di partecipanti sta lavorando tuttora per fornire una copertura completa degli archivi della città e dell'area circostante. Janus è accessibile dagli studenti e dai membri dell'università sia online che di persona.

## Progetto di digitalizzazione

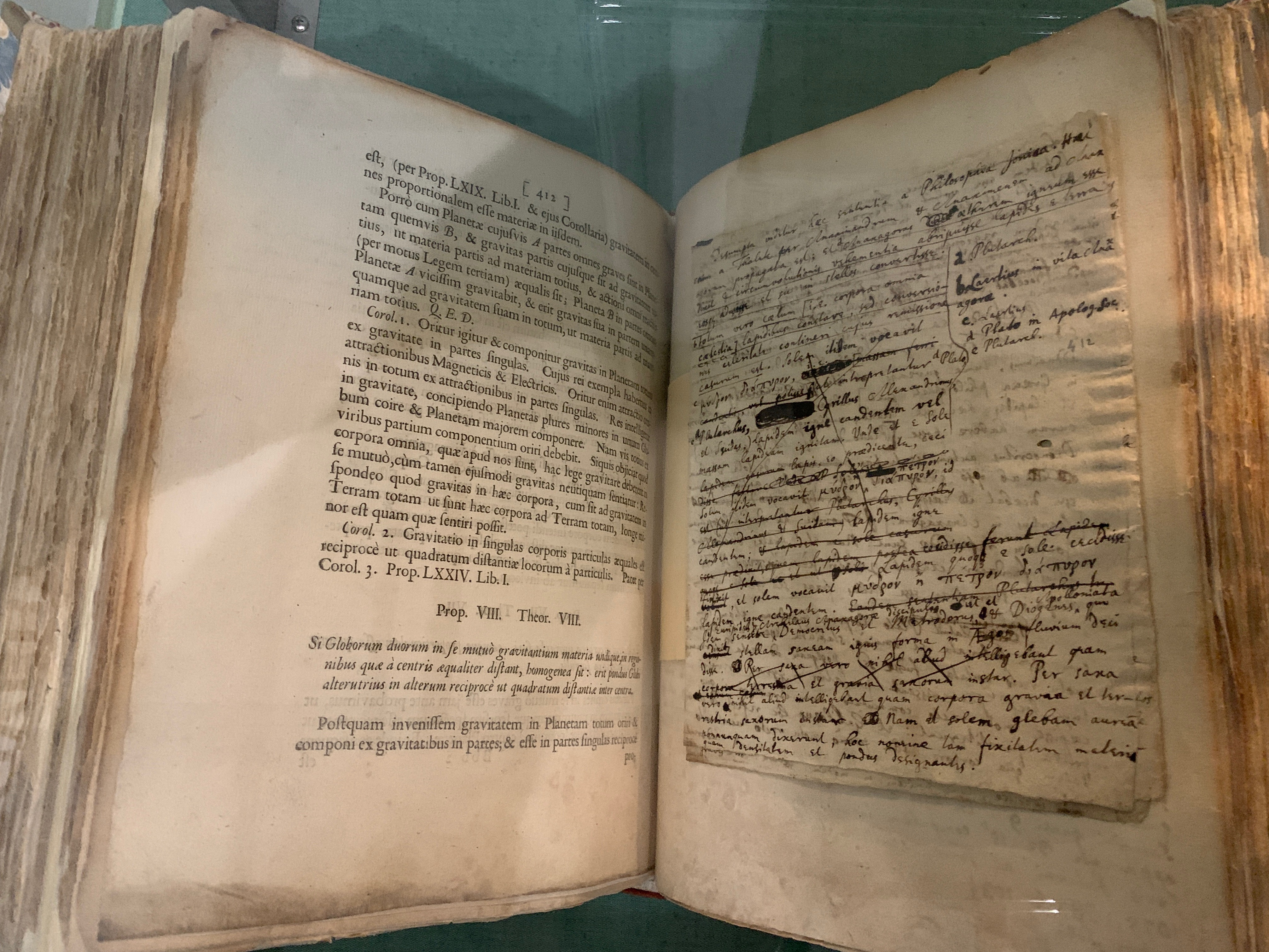
La copia personale di Newton della prima edizione della Philosophiæ Naturalis Principia Mathematica, da lui annotata in vista della seconda edizione, si trova tuttora nella Cambridge University Library.

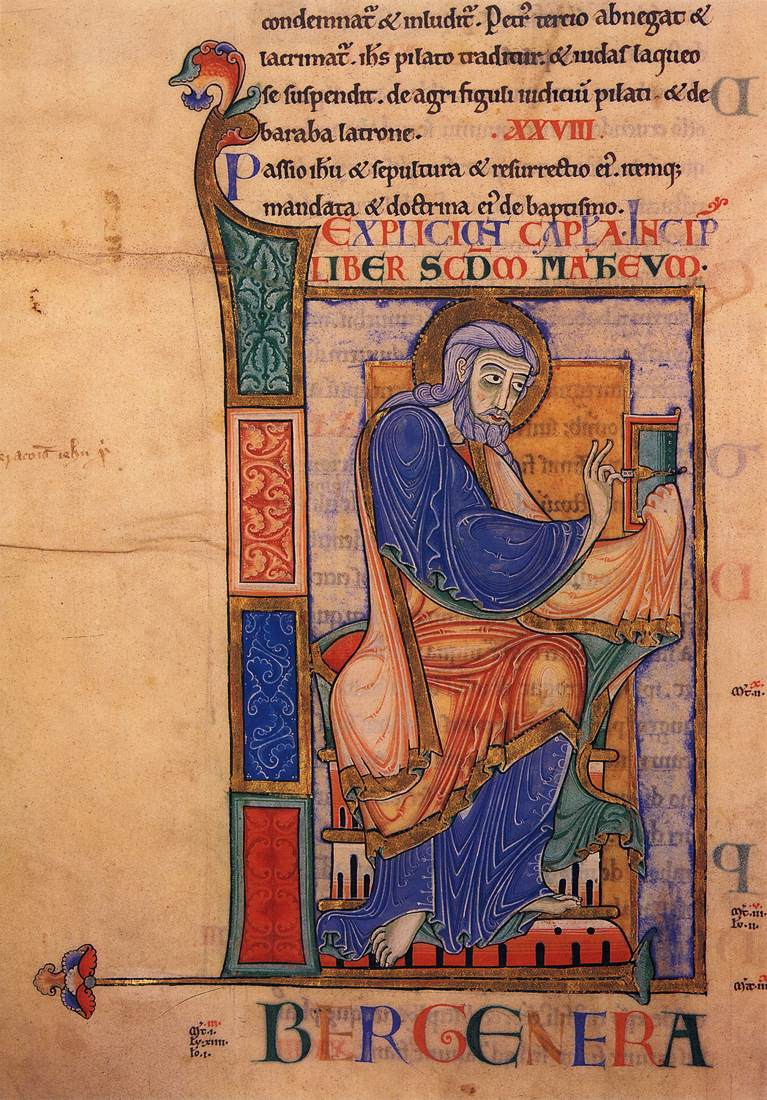
Manoscritto del XII secolo, Cambridge

Nel giugno del 2010 la Cambridge University Library annunciò che una donazione di 1,5 milioni di sterline avrebbe permesso la digitalizzazione di alcune opere presenti nella collezione e avrebbe, eventualmente, reso possibile l'accesso ai libri in maniera completamente gratuita su internet, sul sito della Cambridge Digital Library. Il progetto si sarebbe, inizialmente, incentrato su due collezioni chiamate "The Foundations of Faith" e "The Foundation of Science", che includono i manoscritti di Isaac Newton e dei suoi contemporanei, così come documenti prelevati da archivi di testi cristiani, islamici e giudaici.

## Friendsdella Cambridge University Library
I friends della Cambridge University Library sono un gruppo stabilito da individui, organizzazioni e donatori privati che hanno come obiettivo quello di sostenere e incoraggiare la crescita e lo sviluppo della biblioteca. I membri dei friends raccolgono spesso fondi per progetti di costruzione futuri o per eventuali restauri archivistici. Essi si prodigano, inoltre, per l'ottenimento di manoscritti o di libri rari. Tutti gli alumni di Cambridge hanno la possibilità di entrare a far parte di tale gruppo. La biblioteca organizza, inoltre, tour ed eventi speciali in riconoscenza del contributo ricevuto. Negli ultimi anni i friends della Cambridge University Library hanno raccolto, attraverso donazioni regolari e speciali, un totale di 150.000 £.

## Staff
Solo nell'anno 1577 venne riconosciuto, a livello ufficiale, il ruolo di bibliotecario della Cambridge University Library. Infatti è nel 1577 che, con la nomina di William James, fu menzionata per la prima volta tale carica. Nel 1582 vennero introdotte le prime regole for the Office of keeping the Library (i.e. "per il servizio di conservazione della biblioteca"). Tuttavia l'amministrazione della biblioteca prima del tardo XVI secolo continua a rimanere un mistero, poiché sono pochi i resoconti giunti fino ai giorni nostri. Probabilmente, prima della nomina di William James, il compito di gestire la biblioteca spettava, tra i suoi altri doveri, al cappellano dell'università. Per ora sono stati identificati sedici cappellani che avrebbero svolto un ruolo analogo a quello di un bibliotecario.
Il ruolo di bibliotecario principale (protobibliothecarius) venne stato creato nel 1721 per Conyers Middleton "come segno di simpatia per lui nella sua opposizione a Richard Bentley". Nel 1828 il ruolo di protobibliothecarius e quello di bibliothecarius furono uniti.
Diversi eruditi rivestirono il ruolo di bibliotecario. Abraham Wheelocke (1593–1653), professore di lingua inglese antica, era anche noto come bibliotecario della "Public Library" dell'Università di Cambridge. Augustus Theodore Bartholomew (1882–1933) rivestì tale ruolo per oltre venticinque anni. Il classicista A. F. Scholfield (1884–1969) fu bibliotecario dal 1923 al 1949. Tra i bibliotecari più recenti vi sono: E. B. Ceadel (1921–1979), F. W. Ratcliffe (nato nel 1927; bibliotecario dal 1980 al 1994), Peter Fox (nato nel 1949; bibliotecario dal 1994 al 2009) e Anne Jarvis (nata nel 1962; bibliotecaria dal 2009 al 2016). Altri membri dello staff degni di menzione sono il bibliografo Henry Bradshaw (1831–1886) e il poeta uraniano Charles Edward Sayle (1864–1924), autore di un volume riguardante la storia della biblioteca.
La bibliotecaria attuale è Dr. Jessica Gardner. Ricevette tale carica nell'aprile del 2017, diventando così il 36° bibliotecario della University Library.

## Mostre
Le mostre della Cambridge University Library si svolgono nella Milstein Exhibition Centre, costruita appositamente per eventi del genere. Una mostra dura, generalmente, dai sei agli otto mesi ed è accessibile da tutti. Tali esposizioni, solitamente, mirano alla celebrazione della significativa quantità di documenti conservati all'interno della biblioteca. Per esempio sono stati esposti i manoscritti rinvenuti nella Geniza del Cairo, dei volumi riguardanti i paesaggi e la geologia delle Fens inglesi, e delle testimonianze della storia architettonica di Cambridge. Queste mostre sono sponsorizzate dalla Cambridge University Library e sono organizzate da un gruppo formato da bibliotecari e da eminenti accademici del settore. L'ingresso è sempre gratuito ed è aperto al pubblico.

## Collezioni speciali

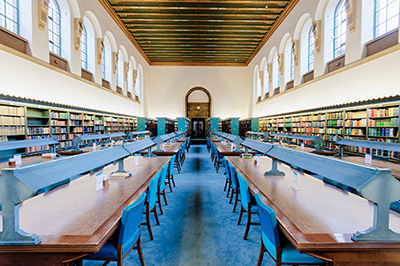
Gli interni della sala lettura principale

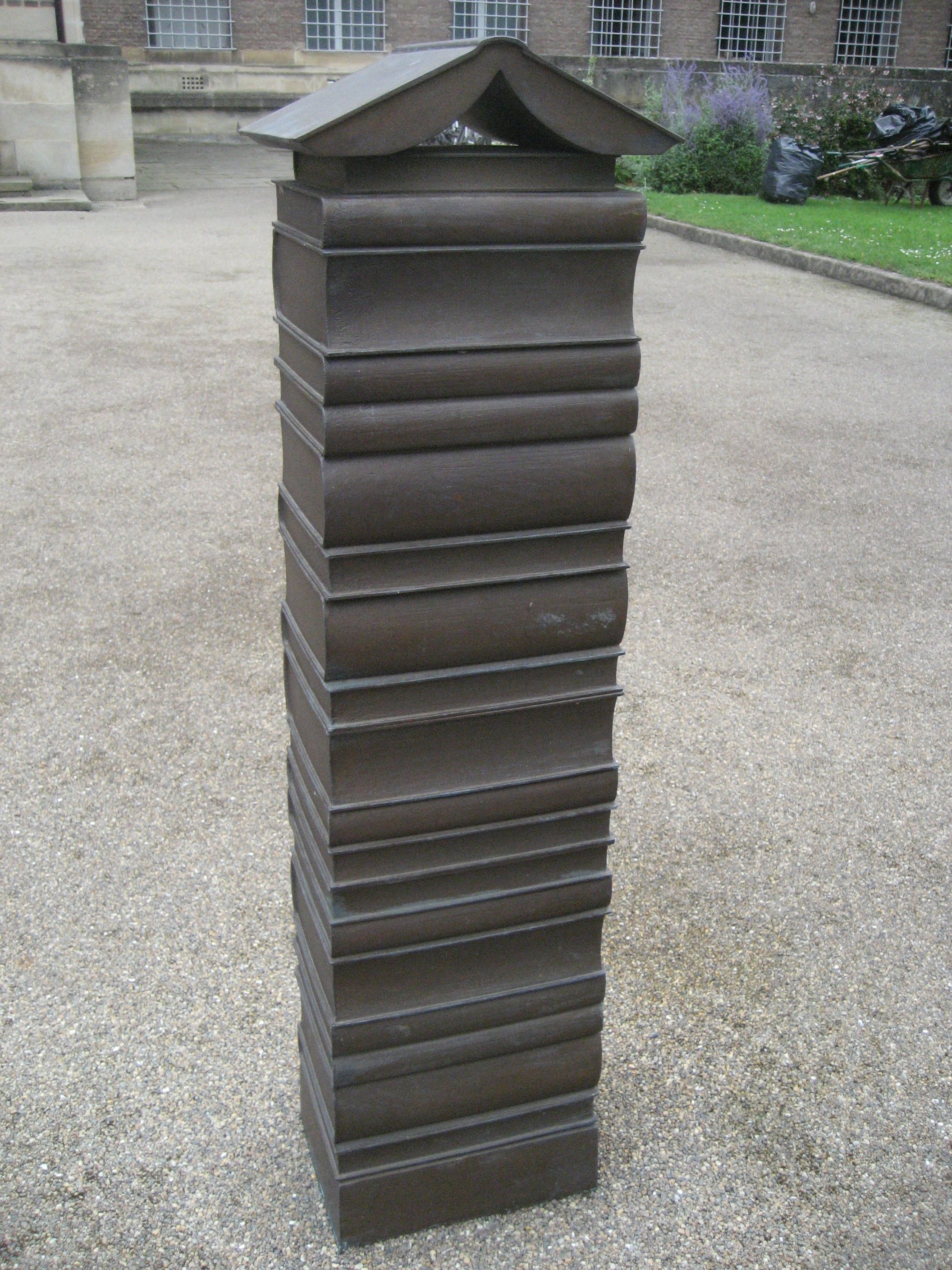
Dissuasore di bronzo, posto di fronte all'ingresso, creato dall'artista Harry Gray

Gli 8 milioni di documenti contenuti all'interno della University Library comprendono un grande numero di manoscritti e di materiale stampato provenienti da epoche storiche significative. Tra essi figurano:
- Una copia della Bibbia di Gutenberg stampata nel 1455, uno dei primi libri ad essere stampati con la tecnica a caratteri mobili.
- La biblioteca di Lord Acton, storico cattolico e Regius Professor di storia moderna dal 1885 al 1902. Il significante numero di libri (intorno ai 60.000 volumi) raccolto da Lord Acton è stato interamente donato alla Cambridge University Library dopo la sua morte. La collezione contiene libri dal XV al XIX secolo e si concentra, in particolare, sulla storia della chiesa e dell'Europa. Molti di questi libri contengono appunti scritti di pugno dallo stesso Lord Acton.
- Un archivio contenente gli scambi epistolari di Charles Darwin insieme ai volumi della sua biblioteca personale, nella quale si trovano anche le copie delle sue opere.
- La collezione di Hanson, che contiene libri importanti per la navigazione e per la costruzione navale, insieme ad atlanti marittimi, alcuni dei quali risalenti al XVI secolo.
- La collezione di Bradshaw, che contiene più di 14.000 libri riguardanti l'Irlanda, stampati in Irlanda o scritti da autori irlandesi. Questa raccolta di volumi non ha pari nel mondo ed è stata creata dall'erudito Henry Brandshaw (1831–1886). Le pubblicazioni che si trovano in questa collezione risalgono principalmente a prima dell'anno 1850.[22]
- La biblioteca del tipografo Stanley Morison, che aveva stretti rapporti con la Cambridge University Press.
- La Royal Library, un'importante collezione di più di 30.000 libri assemblata da John Moore (1646–1714), vescovo di Ely. I libri sono stati donati alla biblioteca dal re Giorgio I nel 1715, da qui il nome.
- La biblioteca della Royal Commonwealth Society, contenente libri, periodici, opuscoli, fotografie e manoscritti sull'Impero britannico e sul Commonwealth.
- Collezioni di libri sud asiatici, sud-est asiatici e tibetani.
- Le biblioteche della British and Foreign Bible Society e della SPCK (Society for Promoting Christian Knowledge).
- La collezione della Geniza del Cairo, con 140.000 manoscritti e frammenti di manoscritti, principalmente redatti in ebraico e arabo, dalla sinagoga Ben Ezra del Cairo.
- Il Codex Bezae Cantabrigiensis, un importante codice del Nuovo Testamento risalente al V secolo, scritto sia in greco che in latino. Il testo in greco è unico nel suo genere, poiché in esso vi sono diverse varianti non riscontrate negli altri manoscritti. Il codice è stato donato all'università dal teologo protestante Teodoro di Beza, amico e successore di Giovanni Calvino.
- I canti di Cambridge (Carmina Cantabrigiensia), una raccolta di poesie goliardiche scritte su dieci pagine del Codex Cantabrigiensis.
- La collezione di E. G. Browne, che comprende circa 480 codici scritti in arabo, persiano e turco.
- Diversi archivi di compositori, tra i quali figurano William Alwyn, Arthur Bliss, Robert Gerhard e Peter Tranchell.
- Numerosi scritti di diversi autori rinomati, tra i quali Isaac Newton, Lord Kelvin, Ernest Rutherford, George Gabriel Stokes, Joseph Needham, G. E. Moore e di Siegfried Sassoon.
- Archivi dell'Osservatorio di Greenwich.
- Materiale dagli archivi dell'Università di Cambridge, incluse informazioni sulle associazioni studentesche.
- Circa 1,5 milioni di mappe

## Riferimenti nella cultura di massa

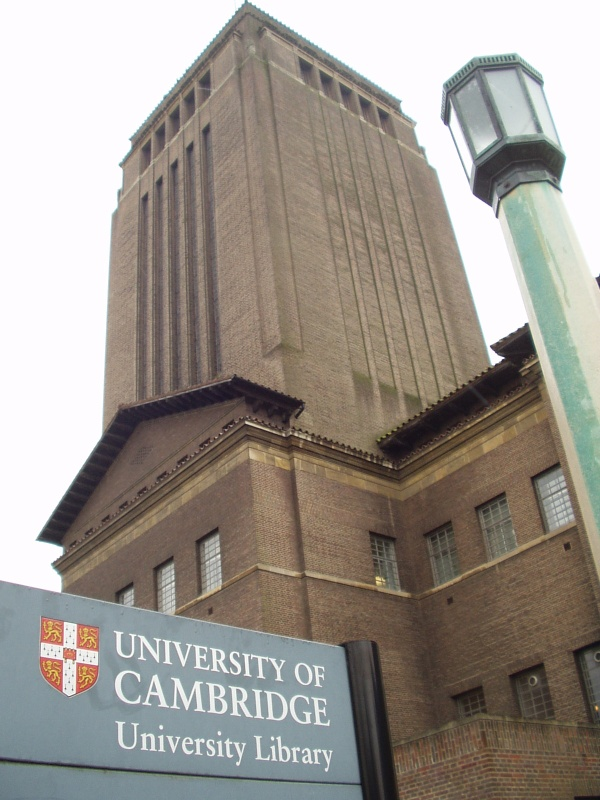
Cambridge University Library

- La Cambridge University Library è apparsa in numerosi film e programmi televisivi, come La teoria del tutto, Le cronache di Narnia - Il viaggio del veliero, Sherlock Holmes - Gioco di ombre, Cloud Atlas e L'uomo che vide l'infinito.
- La torre della biblioteca è apparsa in diversi documentari e programmi di notizie, i quali hanno contribuito a diffondere la voce che all'interno di essa vi siano conservati dei volumi dell'età vittoriana contenenti immagini pornografiche. Questa voce è stata, tuttavia, smentita più e più volte.
- Nel romanzo incompiuto di C. S. Lewis, The Dark Tower, la torre eponima è una replica di quella della Cambridge University Library.